# Otto Pfeifer
Otto Pfeifer (* 6. Januar 1914 in Luzern; † 19. September 1999 ebenda) war ein Schweizer Architektur- und Landschafts-Fotograf.

## Leben und Wirken

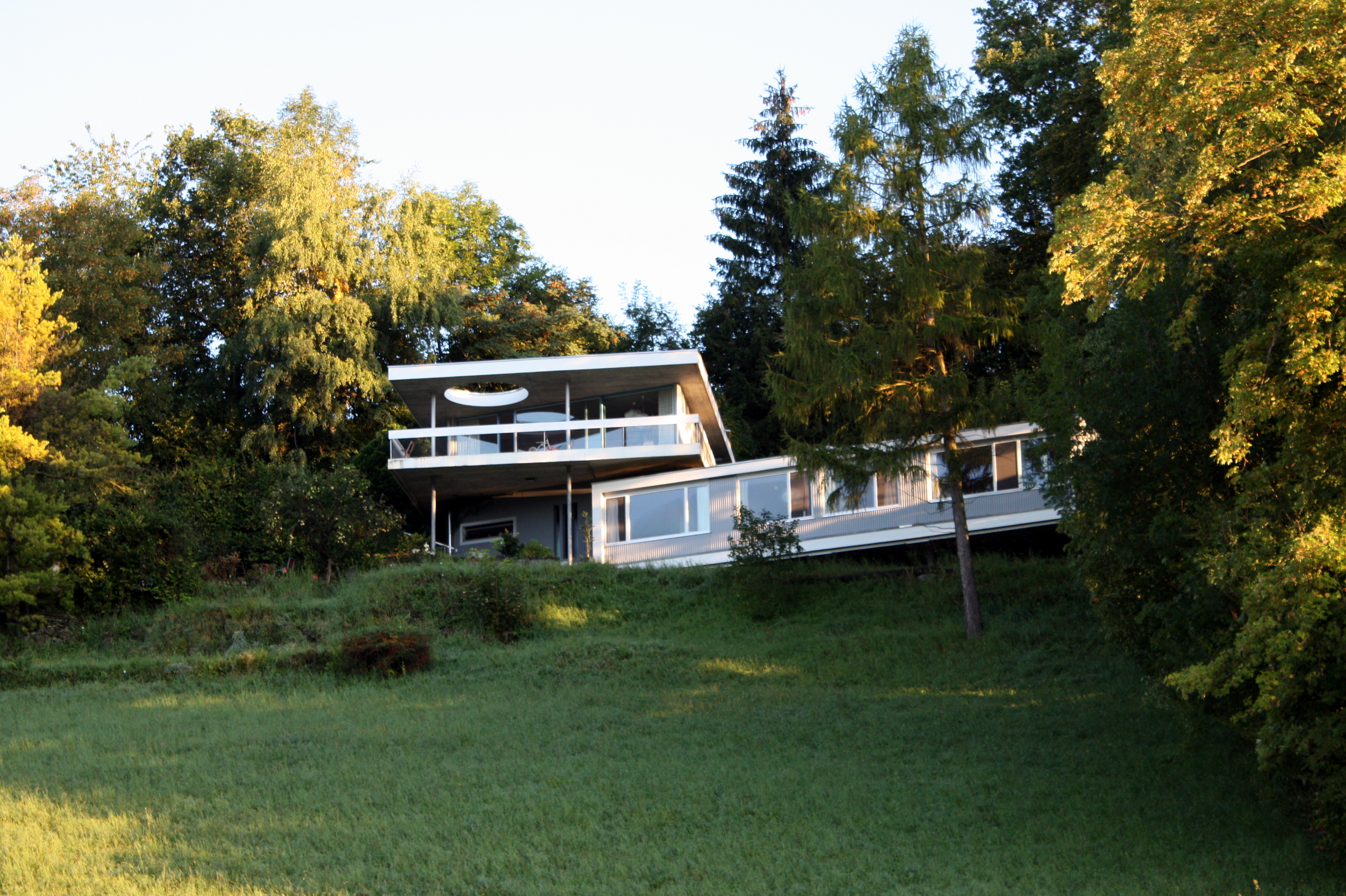
Haus Pfeifer in Udligenswil, entworfen zusammen mit Josef Stadelmann, 1960

Nach der Malerlehre im Betrieb seiner Eltern absolvierte Pfeifer von 1929 bis 1932 die Kunstgewerbeschule Luzern. Unterricht erhielt er unter anderem bei Otto Spreng und Max von Moos. Es schlossen sich Praktika, bei Tempo-Film Zürich und bei Berliner Filmgesellschaften an unter anderem der UFA. In Berlin studierte er zudem an der Deutschen Hochschule für Optik und Phototechnik weiter. 1936 kehrte er aus politischen Gründen in die Schweiz zurück und eröffnete im folgenden Jahr in Luzern sein eigenes Atelier. 1939 war er Mitglied des Fachfotodienstes der Schweizerischen Landesausstellung in Zürich. Im gleichen Jahr wurde er an seiner eigenen Ausbildungsstätte, der Kunstgewerbeschule, Fachlehrer für Fotografie, wo er bis 1946 unterrichtete.
1952 war Pfeifer mit Mitorganisator der Weltausstellung der Photographie Luzern. Pfeifer arbeitete unter anderem für Picasso, Marc Chagall, Le Corbusier und Richard Neutra. Er wurde zu einem der bedeutendsten Architekturfotografen der Schweiz, zu nennen sind etwa seine herausragenden Schwarzweissarbeiten zu Franz Füegs Piuskirche in Meggen, zu den Genfer Zentralen der Weltgesundheitsorganisation von Jean Tschumi und der Internationalen Arbeitsorganisation. Das von ihm zusammen mit Josef Stadelmann 1960 geplante Eigenheim in Udligenswil, das auf dem Kamm des Rooterberges sitzt, wurde seit den 1980er Jahren viel rezipiert und ist heute ein Kulturdenkmal nationaler Bedeutung, das heute einer von ihm gegründeten Kunstförderungsstiftung dient.
Als Reise- und Landschaftsfotograf erforschte er über Jahrzehnte die Schweiz sowie Südfrankreich und publizierte darüber mehrere Bildbände. 1986 erhielt er den Kulturpreis des BSA, 1994 den Kunst- und Kulturpreis der Stadt Luzern.

## Bildbände
- Provence, Rhoneland und Camargue. Mit begleitender Textfolge von Marcel Pobe. Wasmuth, Tübingen 1952
- Die Schweiz. Landschaft und Berge. Neptun, Kreuzlingen 1956
- Unbekannte Provence – vom Mittelmeer ins Hochland. Wasmuth, Tübingen 1957
- Côte d`Azur. Ein Bildbuch. Fretz und Wasmuth, Zürich 1960

## Ausstellungen
- gebrauchsfotografie, 1943. Kunstmuseum Luzern, 1943–44, Gruppenausstellung
- Photographie in der Schweiz - Heute Gewerbemuseum Basel, 1949, Gruppenausstellung
- Weltausstellung der Photographie- Kunstmuseum Luzern, 1952, Gruppenausstellung
- Otto Pfeifer. Fotografien aus fünf Jahrzehnten. Kunstmuseum Luzern 1981, Einzelausstellung
- Bilder aus der Provence. Kunsthaus Luzern 1981, Einzelausstellung
- Images de Provence. Institut Français, Stuttgart, 1982, Einzelausstellung
- Die Kulturen Südfrankreichs. Emmenbrücke 1982
- Otto Pfeifer. Fotograf. SWB Museum im Bellpark Kriens, 1998, Einzelausstellung

## Belege
1. ↑  Unter anderem von Daniele Marques und Bruno Zurkirchen: Otto Pfeifer, Fotograf SWB, Luzern. In: Archithese. Band 15, Nr. 3, 1985.
2. ↑  Ivo Bösch: Über den Wolken am Vierwaldstättersee – das Wohnhaus der Architekturfotografen Otto Pfeifer in Udligenswil. In: Heimatschutz. Band 102, Nr. 2, 2007, S. 24–25, doi:10.5169/seals-176217.

| Personendaten    | Personendaten      |
| ---------------- | ------------------ |
| NAME             | Pfeifer, Otto      |
| KURZBESCHREIBUNG | Schweizer Fotograf |
| GEBURTSDATUM     | 6. Januar 1914     |
| GEBURTSORT       | Luzern             |
| STERBEDATUM      | 19. September 1999 |
| STERBEORT        | Luzern             |